# 博基韋雷
博基韋雷（法語：Bokywere），是馬里的城鎮，位於該國南部，由塞古區的馬西納省負責管轄，面積220平方公里，海拔高度282米，2009年人口16,934，人口密度每平方公里77人。